# Samantha Mathis
Samantha Mathis (* 12. května 1970) je americká herečka, dcera herečky Bibi Beschové. Narodila se v newyorském Williamsburgu a v jejích dvou letech se rozvedli její rodiče. Od pěti žila s matkou v Los Angeles. S herectvím začala v šestnácti, její první prací byla reklama na vložky od firmy Always. Později začala hrát v televizních seriálech a nakonec i ve filmu. Hrála například ve filmech Malé ženy (1994), Americké psycho (2000) a Pohřben zaživa (2010). Mezi seriály, v nichž vystupovala, patří například Dr. House, Pod kupolí a Agresivní virus. V devadesátých letech byla přítelkyní herce Rivera Phoenixe (byla s ním i v noci, kdy zemřel).